# تومي هال (لاعب كرة قدم)
تومي هال (بالإنجليزية: Tommy Hall)‏ (4 سبتمبر 1891 في المملكة المتحدة - ) هو لاعب كرة قدم بريطاني (وحمل سابقاً جنسية المملكة المتحدة لبريطانيا العظمى وأيرلندا) في مركز مهاجم داخلي. لعب مع نادي سندرلاند ونادي غيلينغهام ونيوكاسل يونايتد.